# Abanopas
De Abanopas (Georgisch: აბანოს უღელტეხილი, Abanos oegeltechili, vertaald als 'Badpas') is een bergpas in Georgië over de hoofdkam van de Grote Kaukasus, met een hoogte van 2926 meter boven zeeniveau. Het is het hoogste punt in de toegangsweg naar de streek Toesjeti.

## Berijdbaarheid
De pas is een van de hoogst met de auto berijdbare passen in de Kaukasus en ligt in de Sh44, de enige toegangsweg naar Toesjeti die loopt van Psjaveli in Kacheti naar Omalo, de hoofdplaats van Toesjeti. Door klimatologische omstandigheden is de pas open in de periode van mei tot oktober.
Ook gedurende het zomerseizoen is de pas regelmatig tijdelijk gesloten vanwege aardverschuivingen. In de wintermaanden is Toesjeti alleen bereikbaar per helikopter. De weg over de pas is onverhard en vereist een vierwielaangedreven terreinauto. De avontuurlijke rit over de pas stond centraal in een aflevering van het BBC programma 'World's Most Dangerous Roads' uit 2013.

## Schaapstrek
De pas wordt gebruikt door de schaapherders uit Toesjeti tijdens hun seizoenstrek naar en van de Sjirakivlakte in de gemeente Dedoplistskaro (Kacheti), een tocht van 250 kilometer.